# .hiv
.hiv是一個互聯網通用頂級域，創建於2014年。它是第一個開放式慈善頂級域名。該域名所獲得的盈利被用於資助盧旺達、南非、土耳其及美國等地的艾滋病治療。